# Бердяевы
Бердя́евы — русский дворянский род.
В 1598 году Иван и Фёдор Бердяевы были жалованы поместьями от Бориса Годунова. В XVII веке Бердяевы служили в стольниках (один из них, Бердяев, Гавриил Осипович, был стольником Петра Первого), дворянах московских и стряпчих. Пять Бердяевых упоминаются при осаде Смоленска в 1634 году. Восемнадцать членов этого рода владели населенными имениями в 1699 году.

## Известные представители
- Бердяев Афанасий Лукьянович — воевода в Боровске в 1650-1651 г[2].
- Бердяев Осип Петрович — стряпчий рейтарского строя в 1658-1668 г.
- Бердяев Никифор Дмитриевич — стряпчий в 1679 г., стольник в 1680-1692 г.
- Бердяев Гаврила Осипович — стольник в 1686-1692 г.
- Бердяевы: Аверкий и Иван Степановичи, Алексей Тимофеевич, Дмитрий Андреевич, Иван Афанасьевич, Матвей и Фёдор Петровичи, Семён Аверкович, Степан Борисович  — московские дворяне в 1658-1692 г[3].
- Бердяев, Николай Михайлович (1744—1823) — генерал-поручик при Екатерине II.
- Александр (1778—1824) — российский командир эпохи наполеоновских войн, генерал-майор.
- Михаил (1792—1861) — в 1835—1839 годах — начальник штаба Войска Донского.
- Николай Александрович — русский религиозный и политический философ.

## Описание герба
Щит разделён горизонтально на две части, из коих в верхней в красном поле изображены три серебряные копейные конца. В нижней части в голубом поле, поставлена на земле серебряная крепость о трёх зубцах.
Щит увенчан дворянскими шлемом и короной. Нашлемник: три страусовых пера. Намёт на щите красный, подложенный серебром. Герб рода Бердяевых внесён в Часть 5 Общего гербовника дворянских родов Всероссийской империи, стр. 59.